# Salfords
Salfords es una localidad situada en el condado de Surrey, en Inglaterra (Reino Unido), con una población estimada a mediados de 2016 de 1486 habitantes.
Se encuentra ubicada en el centro de la región Sudeste de Inglaterra, cerca de la ciudad de Guildford —la capital del condado y de la región— y a poca distancia al sur del río Támesis y de Londres.